# Libertate de alegere
Libertatea de alegere descrie oportunitatea și autonomia individului să efectueze o acțiune selectată din cel puțin două opțiuni disponibile, fără restricții de părți externe.